# Лула (Италия)
 Тази статия е за селото в Сардиния.  За предмета за тютюнопушене вижте Лула.  
Лу̀ла (на италиански: Lula; на сардински: Lùvula, Лувула) е село и община в Южна Италия, провинция Нуоро, автономен регион и остров Сардиния. Разположено е на 521 m надморска височина. Населението на общината е 1521 души (към 2010 г.).